# جايسون دوبويس
جايسون دوبويس (بالإنجليزية: Jason Dubois)‏ هو لاعب كرة قاعدة أمريكي، ولد في 26 مارس 1979 في فرجينيا بيتش في الولايات المتحدة.

## وصلات خارجية
- جايسون دوبويس على موقع دوري كرة القاعدة الرئيسي (الإنجليزية)
- جايسون دوبويس على موقعبيزبول رفرنس.كوم (الدوري الرئيسي) (الإنجليزية)
- جايسون دوبويس على موقعبيزبول رفرنس.كوم (الدوري الثانوي) (الإنجليزية)
- جايسون دوبويس على موقع إي إس بي إن.كوم (أم.أل.بي) (الإنجليزية)